# Gran Premi de Gran Bretanya del 2021
El Gran Premi de Gran Bretanya de Fórmula 1, la desena cursa de la temporada, és disputa al Circuit de Silverstone, entre els dies 16 a 18 de juliol del 2021. Lewis Hamilton guanya l'edició anterior, amb el podi sent completat per Max Verstappen i Charles Leclerc.
Aquest Gran Premi será la primera cursa on tindrà la qualificació sprint, la cursa classificatória que definirà la graella de sortida de la cursa en el dia següent.

## Pneumàtics
| Nom del compost | Color | Color | Banda de rodadura     | Condicions del temps | Tipus del compost | Adherència             | Longevitat         |
| --------------- | ----- | ----- | --------------------- | -------------------- | ----------------- | ---------------------- | ------------------ |
| Tou C3          | S     |       | Slick (Llis) (P Zero) | Sec                  | Obligatori        | 2 - Menys adherència   | 4 - Més durada     |
| Mitjà C2        | M     |       | Slick (Llis) (P Zero) | Sec                  | Obligatori        | 3 - Adherència mitjana | 3 - Durada mitjana |
| Dur C1          | H     |       | Slick (Llis) (P Zero) | Sec                  | Optatiu           | 4 - Més adherència     | 2 - Menys durador  |

| Tipus | Dur | Dur | Mitjà | Mitjà | Tou | Tou | Intermedis | Intermedis | Pluja | Pluja |
| ----- | --- | --- | ----- | ----- | --- | --- | ---------- | ---------- | ----- | ----- |
| Nou   | H   |     | M     |       | S   |     | I          |            | W     |       |
| Usat  | H   |     | M     |       | S   |     | I          |            | W     |       |

## Qualificació
La qualificació per la cursa classificatória será en el dia 16 de juliol.
| Pos                 | No | Pilot              | Constructor           | Part 1   | Part 2   | Part 3   | Sortida |
| ------------------- | -- | ------------------ | --------------------- | -------- | -------- | -------- | ------- |
| 1                   | 44 | Lewis Hamilton     | Mercedes              | 1:26.786 | 1:26.023 | 1:26.134 | 1       |
| 2                   | 33 | Max Verstappen     | Red Bull-Honda        | 1:26.751 | 1:26.315 | 1:26.209 | 2       |
| 3                   | 77 | Valtteri Bottas    | Mercedes              | 1:27.487 | 1:26.764 | 1:26.328 | 3       |
| 4                   | 16 | Charles Leclerc    | Ferrari               | 1:27.051 | 1:27.218 | 1:26.828 | 4       |
| 5                   | 11 | Sergio Pérez       | Red Bull-Honda        | 1:27.121 | 1:27.073 | 1:26.844 | 5       |
| 6                   | 55 | Carlos Sainz Jr.   | Ferrari               | 1:27.444 | 1:27.247 | 1:26.897 | 6       |
| 7                   | 3  | Daniel Ricciardo   | McLaren-Mercedes      | 1:27.323 | 1:27.125 | 1:26.899 | 7       |
| 8                   | 63 | George Russell     | Williams-Mercedes     | 1:27.671 | 1:27.080 | 1:26.971 | 8       |
| 9                   | 4  | Lando Norris       | McLaren-Mercedes      | 1:27.337 | 1:27.202 | 1:27.007 | 9       |
| 10                  | 5  | Sebastian Vettel   | Aston Martin-Mercedes | 1:27.493 | 1:27.103 | 1:27.179 | 10      |
| 11                  | 14 | Fernando Alonso    | Alpine-Renault        | 1:27.580 | 1:27.245 |          | 11      |
| 12                  | 10 | Pierre Gasly       | AlphaTauri-Honda      | 1:27.600 | 1:27.273 |          | 12      |
| 13                  | 31 | Esteban Ocon       | Alpine-Renault        | 1:27.415 | 1:27.340 |          | 13      |
| 14                  | 99 | Antonio Giovinazzi | Alfa Romeo-Ferrari    | 1:27.595 | 1:27.617 |          | 14      |
| 15                  | 18 | Lance Stroll       | Aston Martin-Mercedes | 1:28.017 | 1:27.665 |          | 15      |
| 16                  | 22 | Yuki Tsunoda       | AlphaTauri-Honda      | 1:28.043 |          |          | 16      |
| 17                  | 7  | Kimi Räikkönen     | Alfa Romeo-Ferrari    | 1:28.062 |          |          | 17      |
| 18                  | 6  | Nicholas Latifi    | Williams-Mercedes     | 1:28.254 |          |          | 18      |
| 19                  | 47 | Mick Schumacher    | Haas-Ferrari          | 1:28.738 |          |          | 19      |
| 20                  | 9  | Nikita Mazepin     | Haas-Ferrari          | 1:29.051 |          |          | 20      |
| 107% Temps:1:32.823 |    |                    |                       |          |          |          |         |
| Font:               |    |                    |                       |          |          |          |         |

## Cursa classificatória
La cursa classificatória será en el dia 17 de juliol.
| Pos   | No | Pilot              | Constructor           | Voltes | Temps / Retirada | Pos.Sortida | Punts |
| ----- | -- | ------------------ | --------------------- | ------ | ---------------- | ----------- | ----- |
| 1     | 33 | Max Verstappen     | Red Bull-Honda        | 17     | 25:38.426        | 2           | 3     |
| 2     | 44 | Lewis Hamilton     | Mercedes              | 17     | +1.430           | 1           | 2     |
| 3     | 77 | Valtteri Bottas    | Mercedes              | 17     | +7.502           | 3           | 1     |
| 4     | 16 | Charles Leclerc    | Ferrari               | 17     | +11.278          | 4           |       |
| 5     | 4  | Lando Norris       | McLaren-Mercedes      | 17     | +24.111          | 6           |       |
| 6     | 3  | Daniel Ricciardo   | McLaren-Mercedes      | 17     | +30.959          | 7           |       |
| 7     | 14 | Fernando Alonso    | Alpine-Renault        | 17     | +43.527          | 11          |       |
| 8     | 5  | Sebastian Vettel   | Aston Martin-Mercedes | 17     | +44.439          | 10          |       |
| 9     | 63 | George Russell     | Williams-Mercedes     | 17     | +46.652          | 81          |       |
| 10    | 31 | Esteban Ocon       | Alpine-Renault        | 17     | +47.395          | 13          |       |
| 11    | 55 | Carlos Sainz Jr.   | Ferrari               | 17     | +47.798          | 9           |       |
| 12    | 10 | Pierre Gasly       | AlphaTauri-Honda      | 17     | +48.763          | 12          |       |
| 13    | 7  | Kimi Räikkönen     | Alfa Romeo-Ferrari    | 17     | +50.677          | 17          |       |
| 14    | 18 | Lance Stroll       | Aston Martin-Mercedes | 17     | +52.179          | 15          |       |
| 15    | 99 | Antonio Giovinazzi | Alfa Romeo-Ferrari    | 17     | +53.225          | 14          |       |
| 16    | 22 | Yuki Tsunoda       | AlphaTauri-Honda      | 17     | +53.567          | 16          |       |
| 17    | 6  | Nicholas Latifi    | Williams-Mercedes     | 17     | +55.162          | 18          |       |
| 18    | 47 | Mick Schumacher    | Haas-Ferrari          | 17     | +1:08.213        | 19          |       |
| 19    | 9  | Nikita Mazepin     | Haas-Ferrari          | 17     | +1:17.648        | 20          |       |
| 202   | 11 | Sergio Pérez       | Red Bull-Honda        | 16     | +1 volta         | 5           |       |
| Font: |    |                    |                       |        |                  |             |       |

Notes
- ^1  – George Russell va ser penalitzat amb 3 posicions per causar una col·lisió amb Carlos Sainz Jr.[9]
- ^2  – Sergio Perez llargarà del pit lane després de abandonar la cursa classificatória.[10]

## Resultats de la cursa
La cursa será realitzada en el dia 18 de juliol.
| Pos                                                                     | No | Pilot              | Constructor           | Voltes | Temps / Retirada | Pos.Sortida | Punts |
| ----------------------------------------------------------------------- | -- | ------------------ | --------------------- | ------ | ---------------- | ----------- | ----- |
| 1                                                                       | 44 | Lewis Hamilton     | Mercedes              | 52     | 1:58.23.284      | 2           | 25    |
| 2                                                                       | 16 | Charles Leclerc    | Ferrari               | 52     | +3.871           | 4           | 18    |
| 3                                                                       | 77 | Valtteri Bottas    | Mercedes              | 52     | +11.125          | 3           | 15    |
| 4                                                                       | 4  | Lando Norris       | McLaren-Mercedes      | 52     | +28.573          | 5           | 12    |
| 5                                                                       | 3  | Daniel Ricciardo   | McLaren-Mercedes      | 52     | +42.624          | 6           | 10    |
| 6                                                                       | 55 | Carlos Sainz Jr.   | Ferrari               | 52     | +43.454          | 10          | 8     |
| 7                                                                       | 14 | Fernando Alonso    | Alpine-Renault        | 52     | +1:12.093        | 7           | 6     |
| 8                                                                       | 18 | Lance Stroll       | Aston Martin-Mercedes | 52     | +1:14.093        | 14          | 4     |
| 9                                                                       | 31 | Esteban Ocon       | Alpine-Renault        | 52     | +1:16.289        | 9           | 2     |
| 10                                                                      | 22 | Yuki Tsunoda       | AlphaTauri-Honda      | 52     | +1:22.065        | 16          | 1     |
| 11                                                                      | 10 | Pierre Gasly       | AlphaTauri-Honda      | 52     | +1:25.327        | 11          |       |
| 12                                                                      | 63 | George Russell     | Williams-Mercedes     | 51     | +1 volta         | 12          |       |
| 13                                                                      | 99 | Antonio Giovinazzi | Alfa Romeo-Ferrari    | 51     | +1 volta         | 15          |       |
| 14                                                                      | 6  | Nicholas Latifi    | Williams-Mercedes     | 51     | +1 volta         | 17          |       |
| 15                                                                      | 7  | Kimi Räikkönen     | Alfa Romeo-Ferrari    | 51     | +1 volta         | 13          |       |
| 16                                                                      | 11 | Sergio Pérez       | Red Bull-Honda        | 51     | +1 volta         | PL          | 1     |
| 17                                                                      | 9  | Nikita Mazepin     | Haas-Ferrari          | 51     | +1 volta         | 19          |       |
| 18                                                                      | 47 | Mick Schumacher    | Haas-Ferrari          | 51     | +1 volta         | 18          |       |
| 19                                                                      | 5  | Sebastian Vettel   | Aston Martin-Mercedes | 40     | Motor            | 8           |       |
| 20                                                                      | 33 | Max Verstappen     | Red Bull-Honda        | 1      | Col·lisió        | 1           |       |
| Volta ràpida: — Sergio Pérez (Red Bull-Honda) – 1:28.617 (en el lap 50) |    |                    |                       |        |                  |             |       |
| Font:                                                                   |    |                    |                       |        |                  |             |       |

Notes
- ^1  – Sergio Perez va fer la volta ràpida, però com que no estava a la zona de pontuació, no anotò punts.

## Classificació després de la cursa
| Pos. | Pilot           | Punts | Canvis |
| ---- | --------------- | ----- | ------ |
| 1    | Max Verstappen  | 185   | =      |
| 2    | Lewis Hamilton  | 177   | =      |
| 3    | Lando Norris    | 113   | 1      |
| 4    | Valtteri Bottas | 108   | 1      |
| 5    | Sergio Pérez    | 104   | 2      |

| Pos. | Constructor      | Punts | Canvis |
| ---- | ---------------- | ----- | ------ |
| 1    | Red Bull-Honda   | 289   | =      |
| 2    | Mercedes         | 285   | =      |
| 3    | McLaren-Mercedes | 163   | =      |
| 4    | Ferrari          | 148   | =      |
| 5    | AlphaTauri-Honda | 49    | =      |